# Путятин, Степан Иванович
Князь Степан Иванович Путятин (?—?) — стольник, исполнял обязанности нижегородского губернатора (1715—1717). Составил описание ряда российских городов, в том числе Пензы.
В 1693 году был воеводой в Томске. В 1702—1704 годах — пензенский воевода. В 1714 году назначен ландратом (земским советником) в Нижний Новгород; одновременно на него были возложены обязанности нижегородского губернатора, при этом он именовался лишь вице-губернатором. В августе 1717 года был уличён в казнокрадстве, нижегородская губерния временно перешла под управление казанского губернатора, а Путятин в марте 1718 года был отправлен в отставку «по болезни».

## Семья
Был женат на Лукерье (Гликерии) Осиповне Леонтьевой.